# Scipione Tecchi

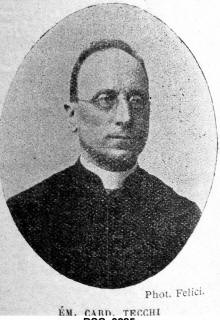
Scipione Tecchi (Foto 1906)

Scipione Kardinal Tecchi (* 27. Juni 1854 in Rom; † 22. Januar 1915 ebenda) war ein italienischer Geistlicher und Kurienkardinal der römisch-katholischen Kirche.

## Leben
Scipione Tecchi studierte am Päpstlichen Priesterseminar in Rom die Fächer Katholische Theologie und Philosophie. Er empfing am 23. Dezember 1876 das Sakrament der Priesterweihe und arbeitete anschließend als Seelsorger in der Diözese Rom. Ab 1893 nahm er verschiedene juristische Aufgaben für den Vatikan wahr. 1906 wurde er Berater der Ritenkongregation, 1908 Sekretär des Kardinalskollegiums. 1914 nahm ihn Papst Pius X. als Kardinaldiakon mit der Titeldiakonie Santa Maria in Domnica in das Kardinalskollegium auf und ernannte ihn zum Pro-Präfekten der Ritenkongregation. Er nahm am Konklave 1914 teil, das Benedikt XV. als Papst wählte.
Scipione Tecchi starb am 22. Januar 1915 in Rom und wurde auf dem dortigen Friedhof Campo Verano beigesetzt.